# Biblical 7"
A Pannonia Allstars Ska Orchestra első 7 inch-es bakelit kislemeze, melyen a Joseph és a Moses and the Red Sea című számok találhatók.

## Számok
|    | Cím                   | Hossz |
| -- | --------------------- | ----- |
| 1. | Moses and the Red Sea | 04:52 |
| 2. | Joseph                | 03:09 |